# Chepsamo
Chepsamo ist ein kenianisches Dorf im Marakwet District.

## Persönlichkeiten
- Kelvin Kiptum (1999–2024), Leichtathlet